# Кок-Ой
Кок-Ой (кирг. Көк-Ой, до 2001 года — Ивано-Алексеевка) — село в Таласском районе Таласской области Кыргызстана. Административный центр Кок-Ойского аильного округа. Код СОАТЕ — 41707 232 820 01 0.

## Население
По данным переписи 2009 года, в селе проживало 5407 человек.

## История
До 2007 г. административный центр Таласского района.